# تمبارة
قرية تمبارة
بدأت جهود تأسيس قرية تمبارة، الواقعة 25 كلم شمال مدينة مال (بلدية مال - مقاطعة - مال - في ولاية البراكنة بموريتانيا) ستينات القرن الماضي على أيدي أربع مجموعات محلية ممثلة بوجهاء بارزين على رأسهم المرحوم سيدي ولد احبيبي، الذي يعود له الفضل بعد الله تبارك وتعالى في تأسيس القرية واستقرار ساكنتها. تقع القرية على الضفة اليسرى لواد كتي ، وهي معروفة بطابعها الزراعي والرعوي. يمارس سكانها البالغ عددهم نحو ألفي نسمة الزراعة المطرية وخلف السدود ، وبها ثروة حيوانية معتبرة هي الشريان الاقتصادي الرئيسي للسكان.